# Macrorrhyncha veleka
Macrorrhyncha veleka is een muggensoort uit de familie van de Keroplatidae. De wetenschappelijke naam van de soort is voor het eerst geldig gepubliceerd in 1992 door Bechev.